# داميان دابروفسكي
داميان دابروفسكي (بالبولندية: Damian Dąbrowski) (27 أغسطس 1992 في بولندا - ) هو لاعب كرة قدم بولندي في مركز الوسط. شارك مع منتخب بولندا تحت 19 سنة لكرة القدم ومنتخب بولندا تحت 20 سنة لكرة القدم. أما مع النوادي، فقد لعب مع زاغويمبيه لوبين ونادي كراكوفيا وGórnik Polkowice ‏.

## وصلات خارجية
- داميان دابروفسكي على موقع قاعدة بيانات كرة القدم.إي يو (الإنجليزية)
- داميان دابروفسكي على موقع Soccerway.com (الإنجليزية)
- داميان دابروفسكي على موقع عالم كرة القدم.نت (الإنجليزية)